# Sant Urbà de Montesquiu
Sant Urbà de Montesquiu, també anomenada de vegades Sant Sadurní o Serni és l'església parroquial romànica del poble de Montesquiu, dins de l'antic terme d'Orcau, de l'actual municipi d'Isona i Conca Dellà.
És esmentada en una relació de parròquies tardana, del 1314, amb motiu d'una visita dels delegats de l'Arquebisbe de Tarragona, i és força documentada a prtir d'aquell moment, però el seu aparell mostra una obra clarament romànica, tot i que tardana.

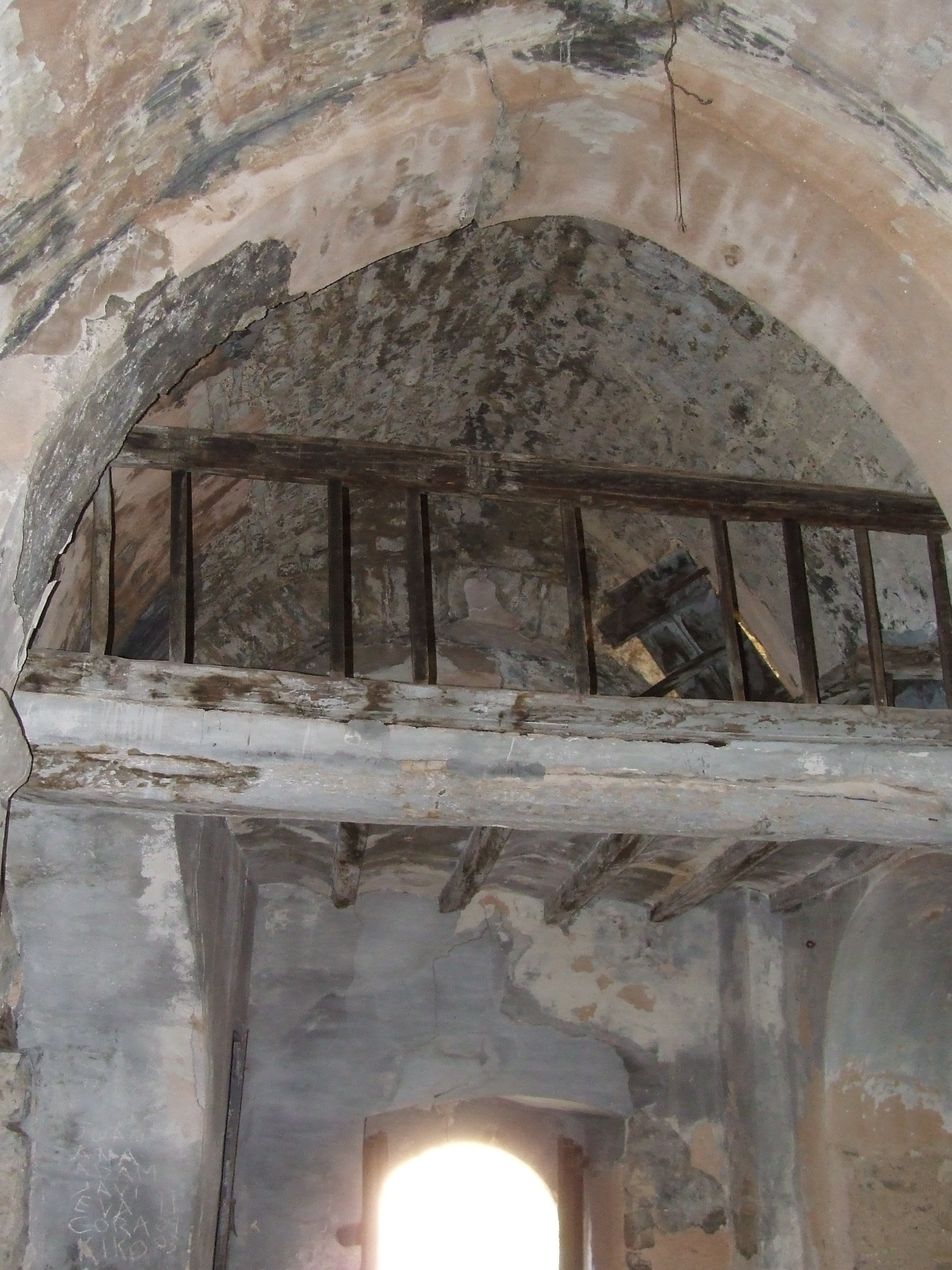
Primer tram de la nau,
possiblement romànic.

És una obra molt senzilla, possiblement d'origen romànic, però sobre la qual hi ha força dubtes sobre el conjunt de la seva obra. La nau presenta una volta lleugerament apuntada, de factura clarament medieval. El traçat de l'absis segueix el d'un absis semicircular romànic, situada a llevant, però el seu alçat és visiblement posterior a la nau.
Actualment roman oberta i abandonada, com tot el poble. Es conserva en bon estat, però li caldria una neteja a fons i possiblement una consolidació de tot el bastiment.
Havia estat parròquia de tota la seva vall, i tenia com a sufragànies les esglésies de Sant Vicenç de Galliner, Sant Sebastià de Puig de l'Anell, i també la de Sant Miquel d'Aramunt, de l'antic terme d'Aramunt i actual municipi de Conca de Dalt. Aquesta darrera església i caseria ja no existeix, atès que van ser anegades per les aigües de l'embassament de Sant Antoni el 1918.